# Гетто в Обольцах
Гетто в Обо́льцах (14 августа 1941 — 2 июня 1942) — еврейское гетто, место принудительного переселения евреев деревни Обольцы Толочинского района Витебской области и близлежащих населённых пунктов в процессе преследования и уничтожения евреев во время оккупации территории Белоруссии войсками нацистской Германии в период Второй мировой войны.

## Оккупация Обольцов и создание гетто
Деревня Обольцы была занята немецкими войсками к 8 июля 1941 года, и оккупация продлилась до 26 июня 1944 года.
Реализуя нацистскую программу уничтожения евреев, немцы создавали гетто почти во всех городах и населённых пунктах Беларуси, где проживало еврейское население. Так и в Обольцах оккупанты 14 августа 1941 года организовали гетто.

## Условия в гетто
Всем евреям (25-30 семей) приказали переселиться в здание бывшей школы, состоявшее из двух одноэтажных строений, и под страхом смерти обязали носить желтые повязки.
Главой юденрата оккупанты назначили Бориса Этина Энтина).
Гетто охранялось местными полицаями и немцами. Всех узников, начиная с 13 лет, заставляли ежедневно работать на строительстве дорог, в хлебопекарне и на уборке казарм.

## Случаи спасения
5 марта 1942 года в Обольцах узнали об уничтожении гетто в Смолянах, и, по воспоминаниям А. Иофика — узника гетто в Обольцах: "Решение о побеге пришло немедленно. Ждали полуночи. Затем около 60 евреев, которыми руководил Семен Яковлевич Иофик, вышли из школы и предложили полицаю по фамилии Линич выпустить их, а когда они добегут до леса, то можно будет стрелять в воздух. «В противном случае, — сказал Семен Яковлевич, — будем применять оружие (У Якова Иофика и Арона Левина были винтовки)». Полицай подчинился. Вскоре Леониду Свистунову удалось вытащить из гетто свою малолетнюю сестру Раю.
Бежавшие из гетто частью попали к партизанам, а частью были переправлены за линию фронта. Спасшиеся узники гетто Арон Левин, Леонид Свистунов, Леонид Коган, Полина Левина, Анна Иофик и Анна Свистунова воевали в составе Сенненской партизанской бригады, а Женя Левина, Вера Иофик, Валентина Аврутина и Гирш Каган — в партизанской бригаде Заслонова.

## Уничтожение гетто
После массового побега в марте 1942 года в гетто оставалось ещё около 100 человек, которых немцы расстреляли в период с конца мая до начала июня (4 июня) 1942 года. 2 июня 1942 года в ходе очередной «акции» (таким эвфемизмом нацисты называли организованные ими массовые убийства) были расстреляны последние 37 евреев.

## Память
Здание школы, где было гетто, не сохранилось.
Всего за время оккупации нацисты убили в Обольцах около 150 евреев. После войны жертвы Оболецкого гетто были перезахоронены на кладбище в Орше.
Частичный список жертв геноцида евреев в Обольцах (38 человек), опубликован в книге Г. Винницы «Слово памяти». Также список из фамилий более 10 убитых находится на одном из памятников на еврейском кладбище в Орше.